# Reformierte Kirche Präz

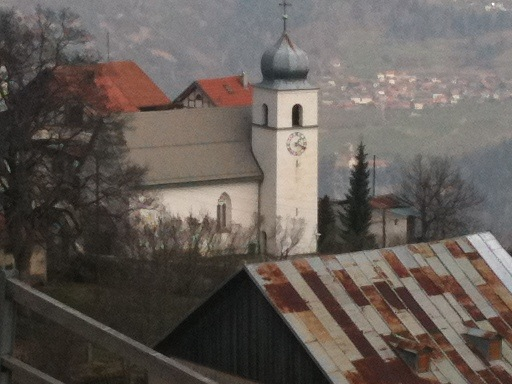
Präzer Kirche

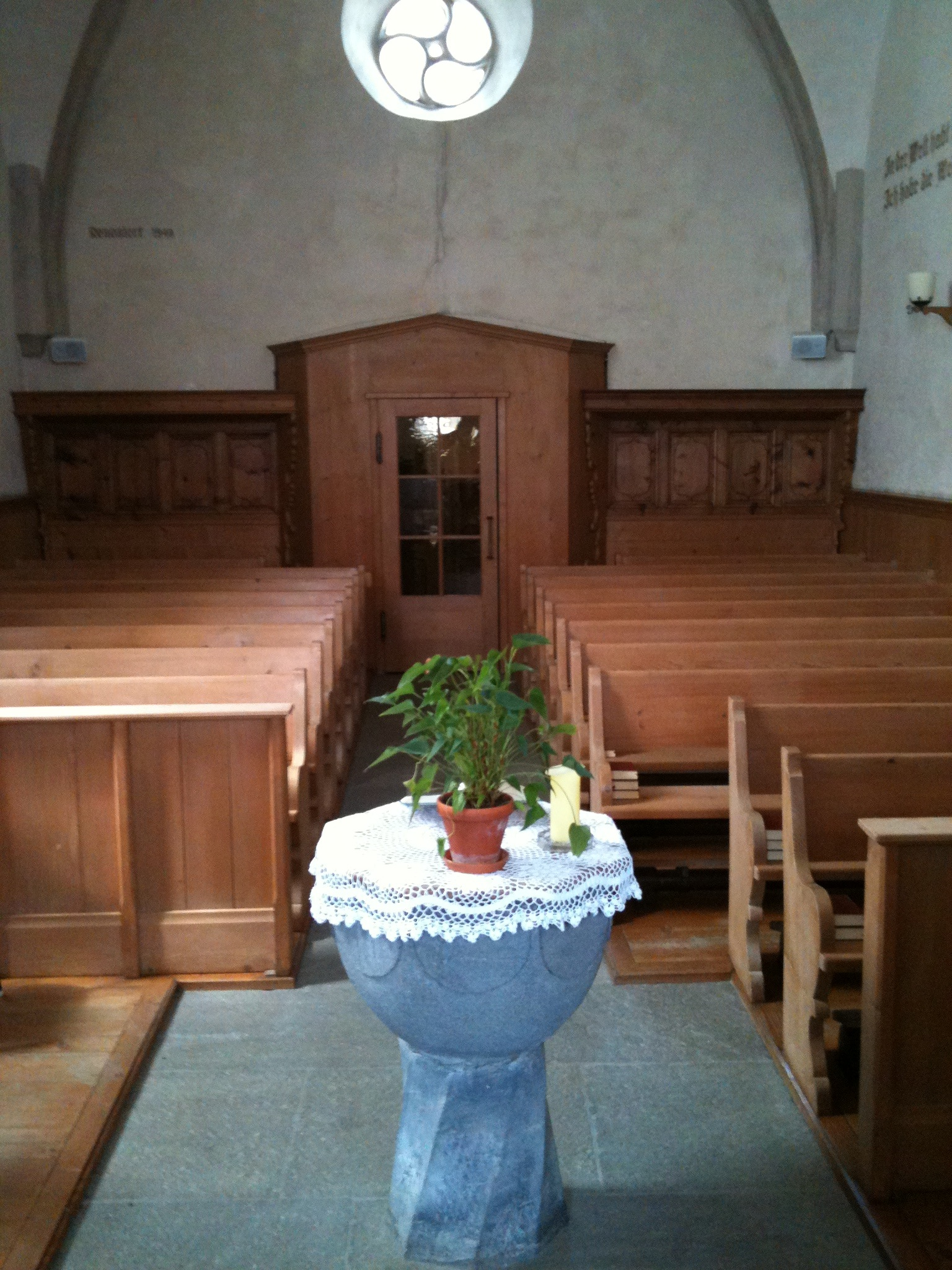
Innenansicht mit Taufstein

Die reformierte Kirche in Präz am Heinzenberg im Kanton Graubünden ist ein denkmalgeschütztes evangelisch-reformiertes Gotteshaus, das das enggebaute Haufendorf zum Tal hin abschliesst.

## Geschichte und Ausstattung
Das Schiff und der Kirchturm stammen aus vorreformatorischer Zeit aus dem Jahr 1488. Der Neubau des Chores geht auf die Anfangszeit der Reformation zurück und wird auf 1522 datiert. 
Der Turm weist eine Zwiebelkuppel auf und schliesst südlich an das Kirchengebäude an.
In der Kirche ist der spätgotische Taufstein zentral. Die Orgel wurde 1986 erworben.

## Kirchliche Organisation
Präz ist Teil der Kirchgemeinde Ausserheinzenberg innerhalb der Evangelisch-reformierten Landeskirche Graubünden. Zudem steht sie in einer Pastorationsgemeinschaft mit den Innerheinzenberger Gemeinden und mit Cazis.

## Galerie

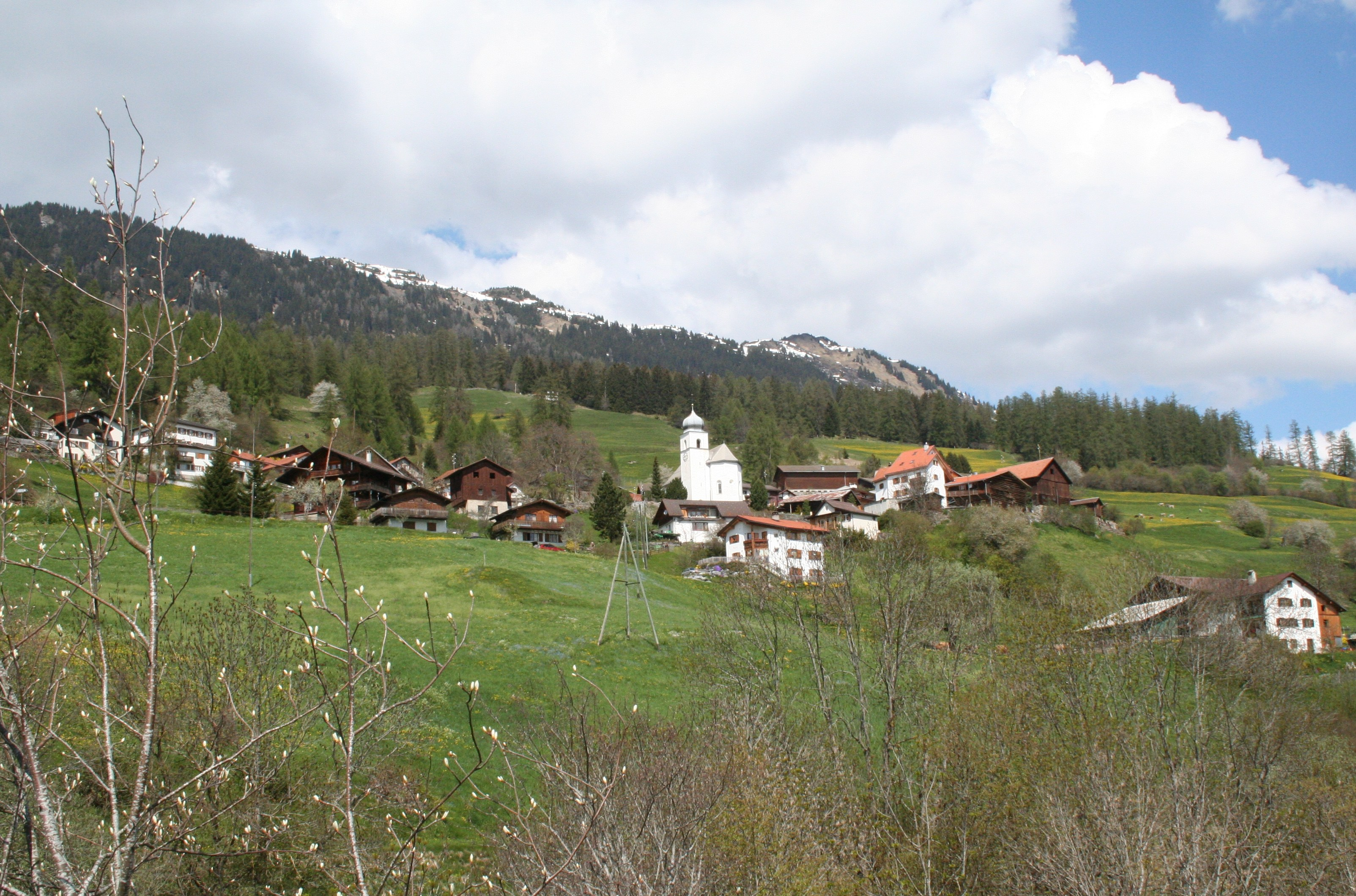
Die dorfbild- und landschaftsprägende Präzer Kirche
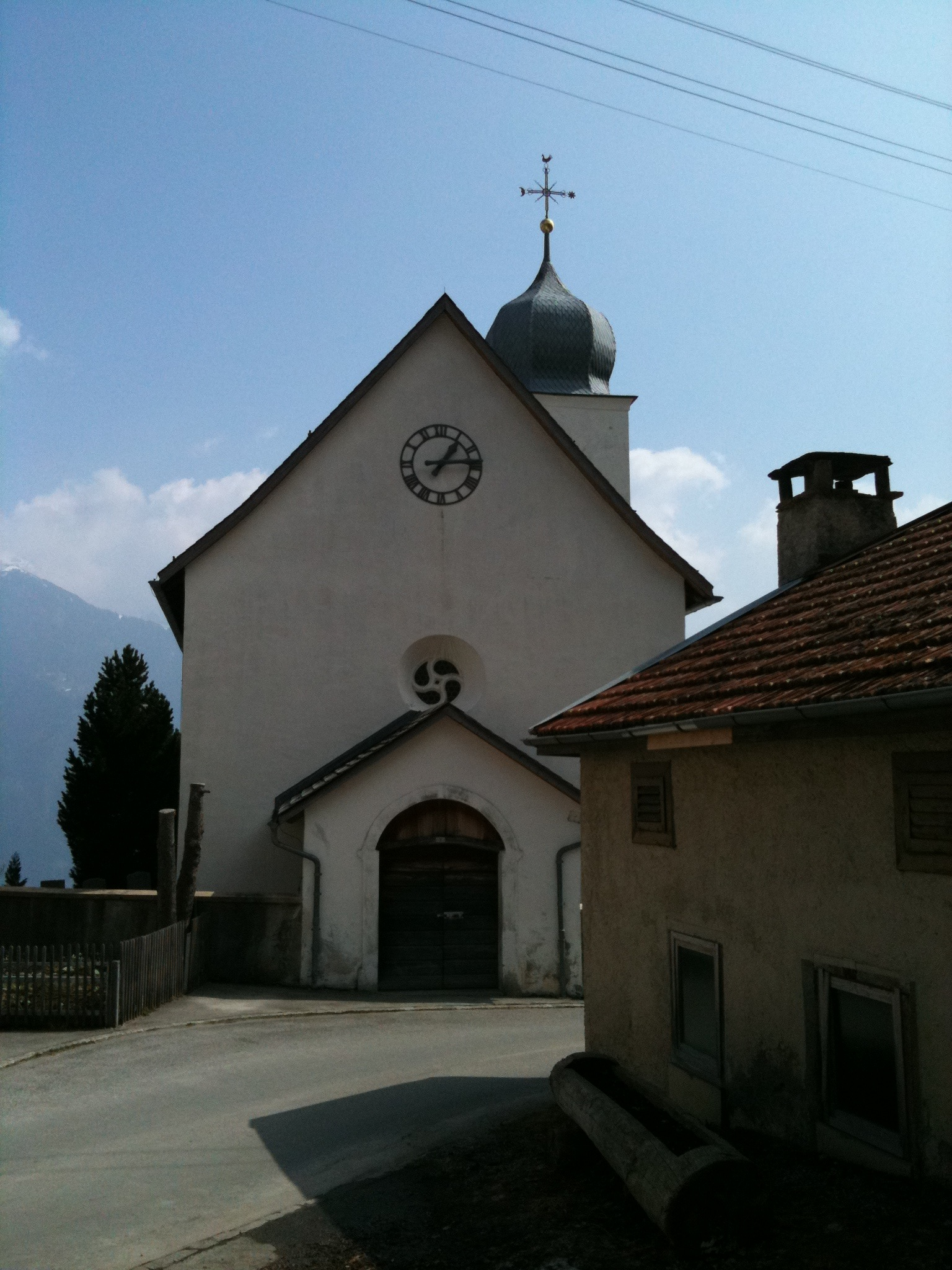
Vorderansicht
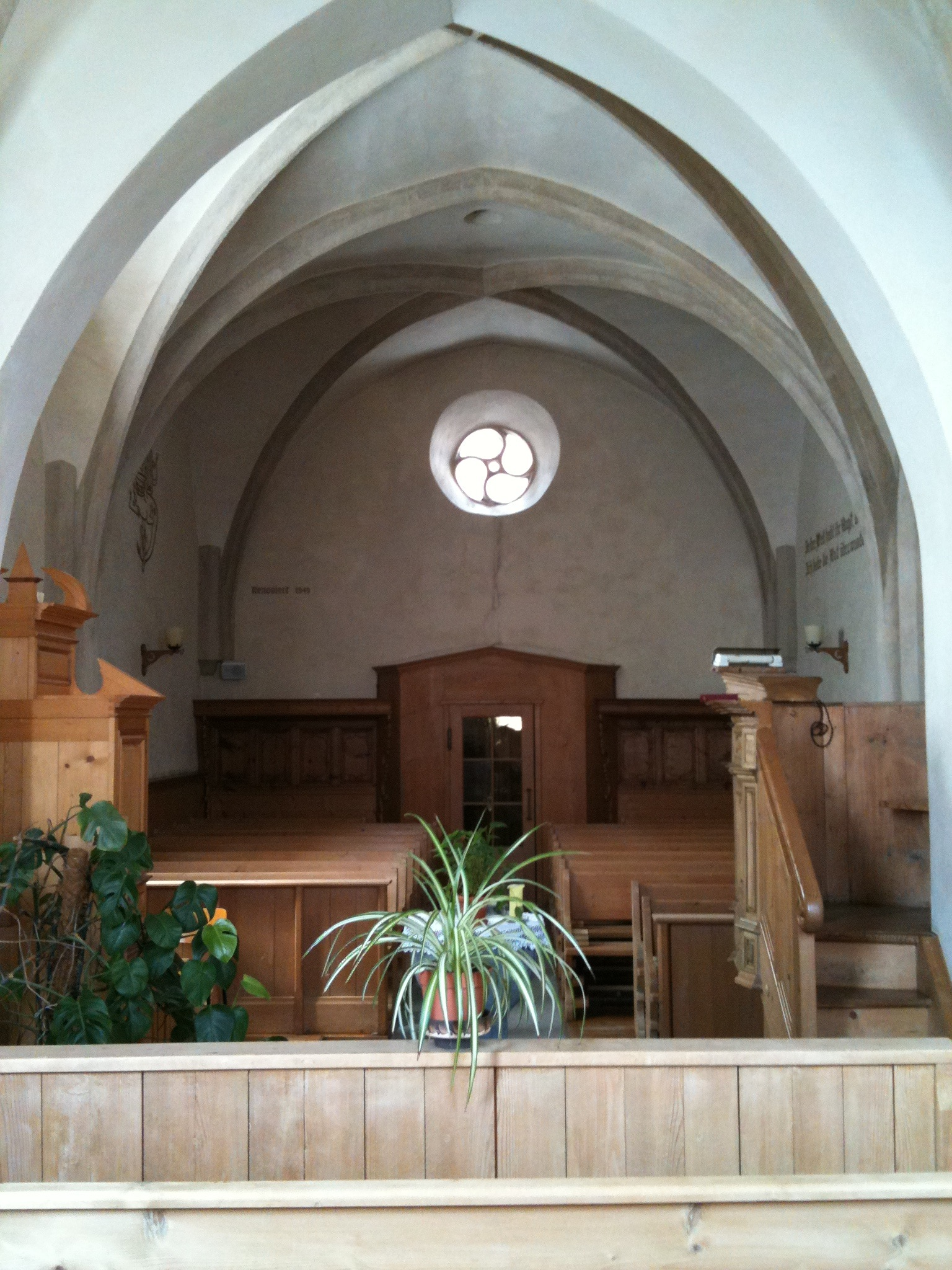
Blick aus dem Chor in das Schiff
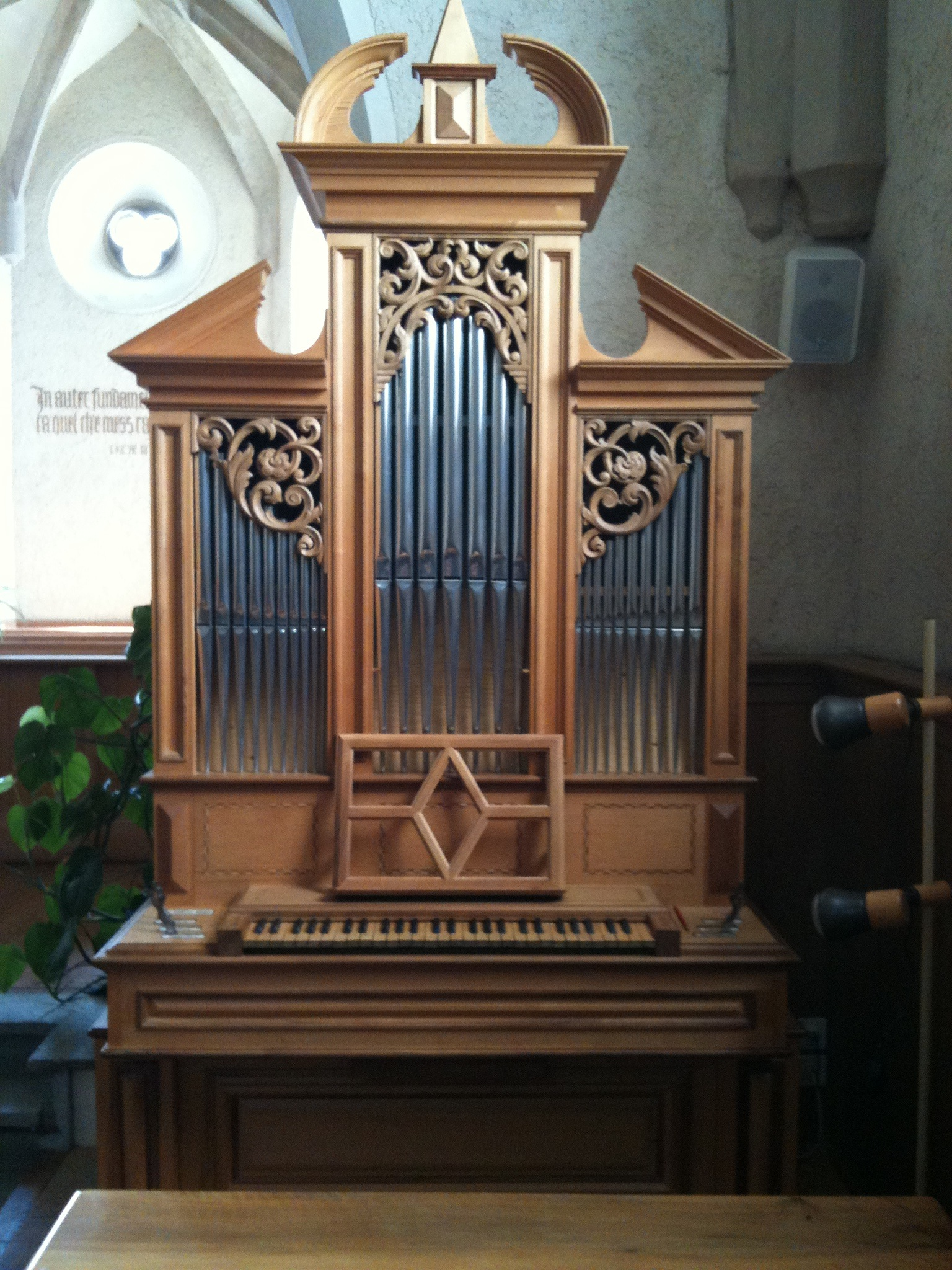
Orgel
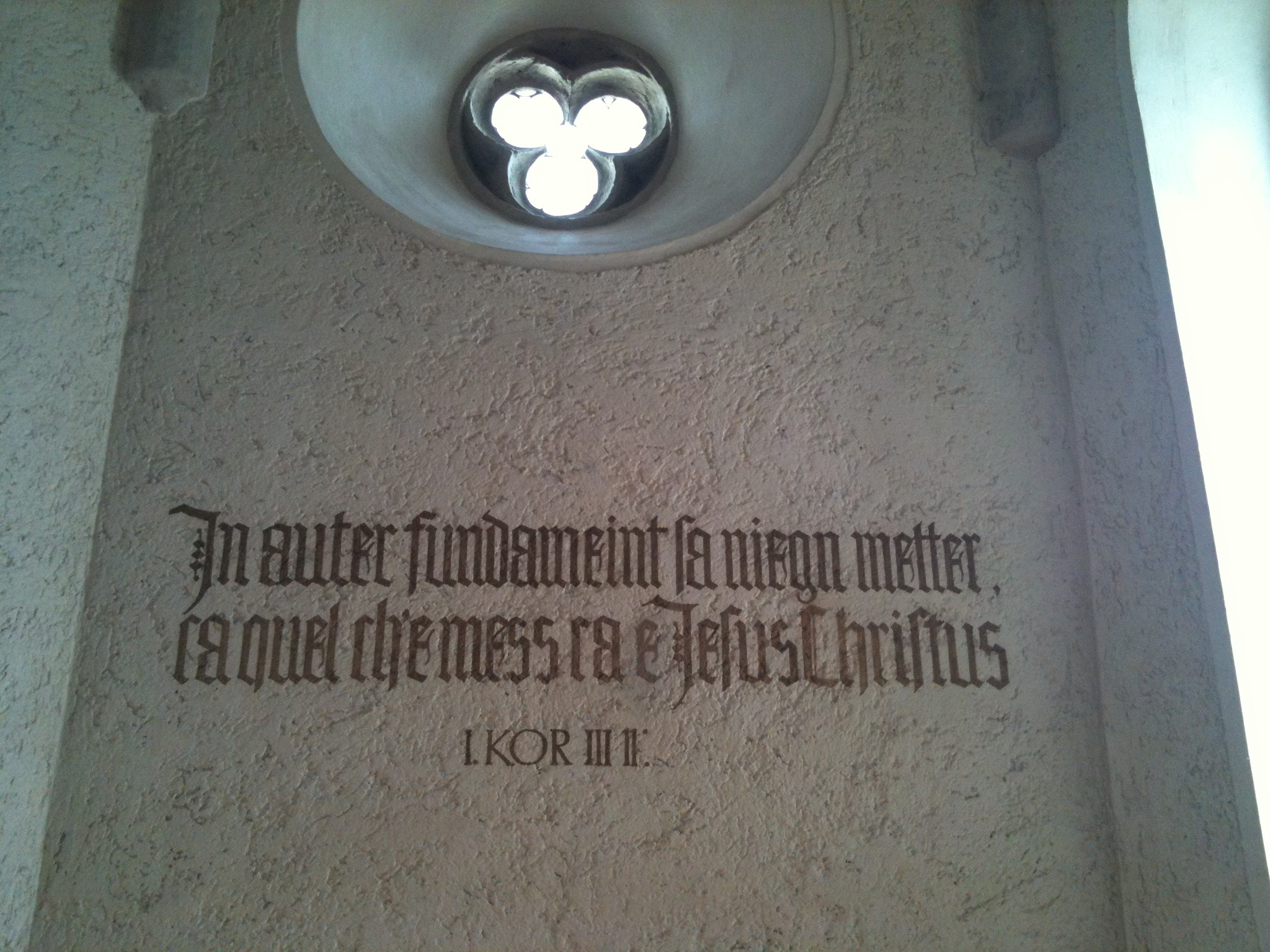
Wandspruch auf Sutsilvan im Zentrum des Chores
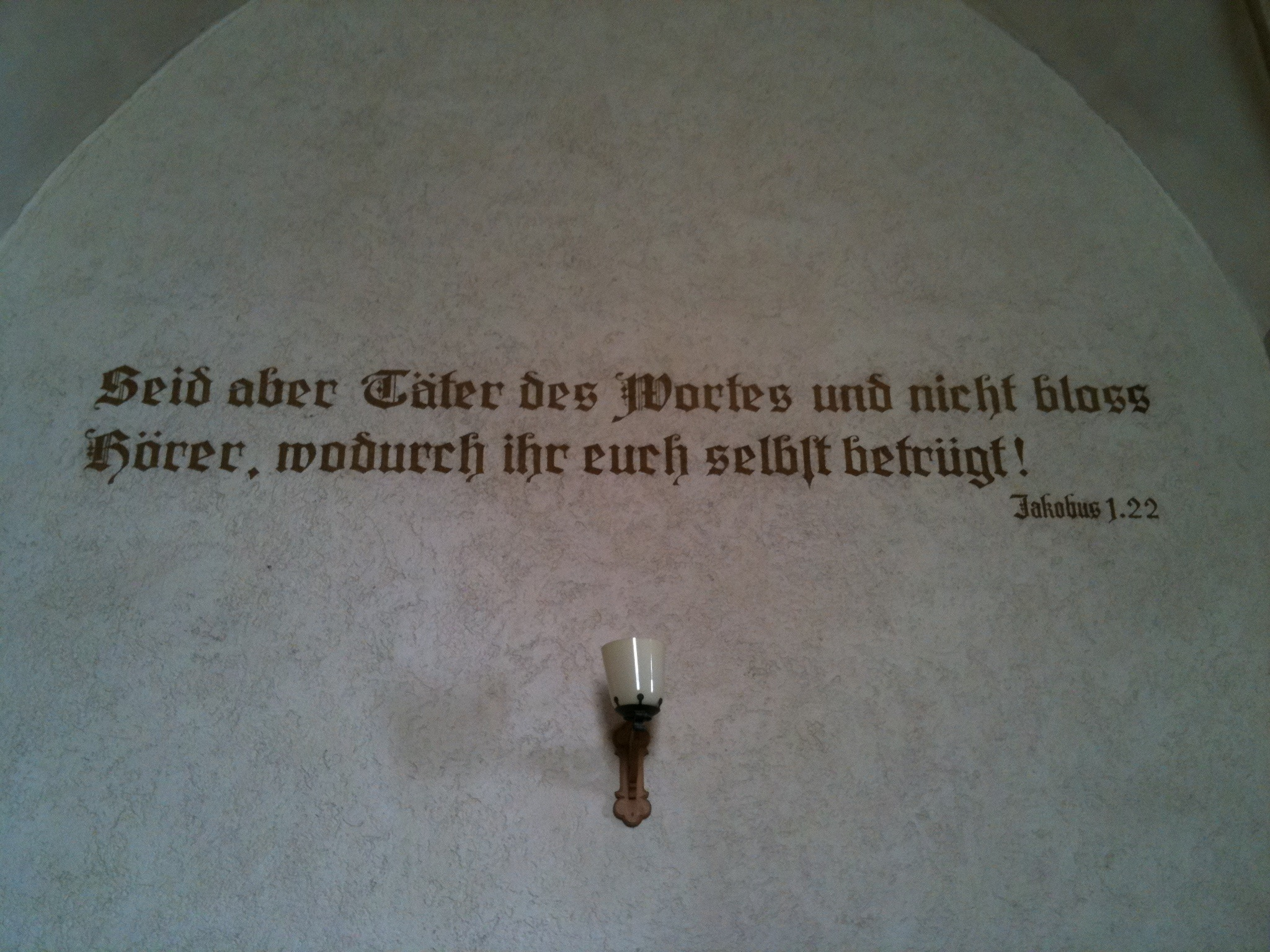
Biblischer Wandspruch
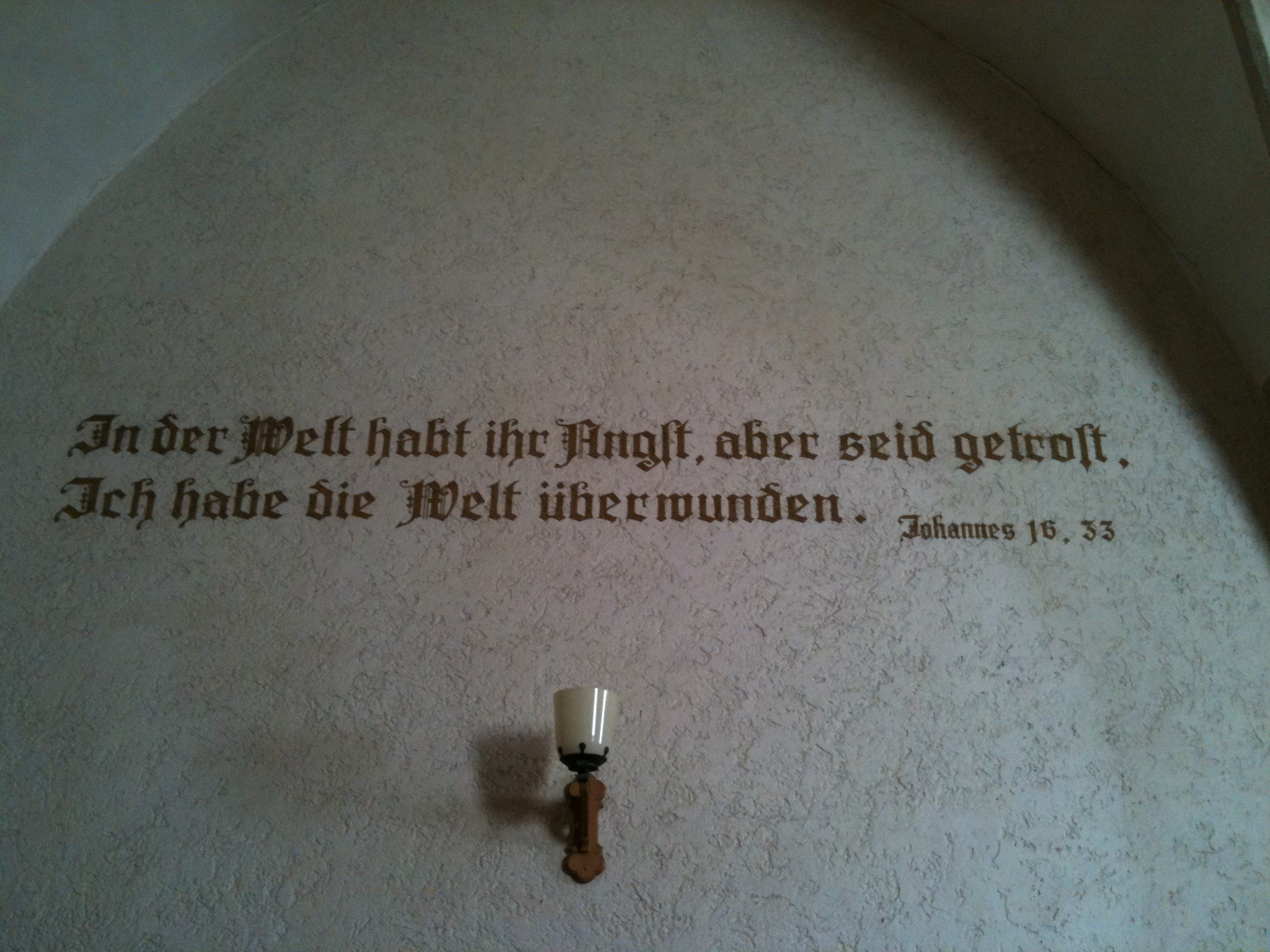
Biblischer Wandspruch
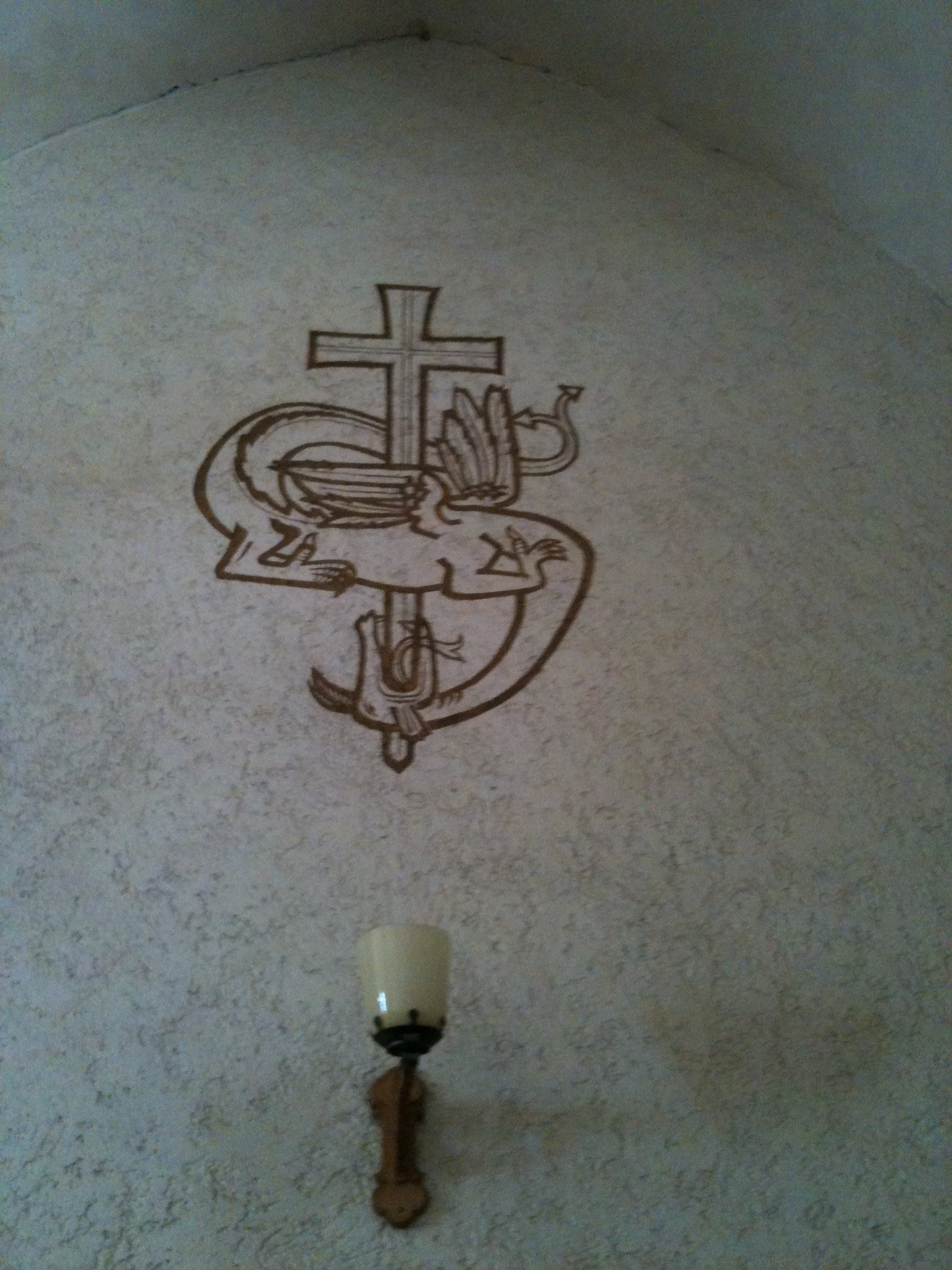
Wandgemälde